# Ladislav Buček
Ladislav Buček (17. února 1890 Kopřivnice – 18. ledna 1969 ?) byl dirigent a vedoucí Pěveckého sdružení Kopřivnice.

## Život
Narodil se v Kopřivnici č. p. 262 dne 17. února 1890 v rodině domkáře Tomáše Bučka a jeho ženy Terezie rodem Rublové. Vystudoval měšťanskou školu a poté absolvoval učitelský ústav v nedalekém Příboře. Od roku 1911 učil na několika školách v okolí Uherského Hradiště, v meziválečném období působil jako učitel na obecné škole v Kopřivnici a v průběhu 2. světové války (od 10. října 1938 do 8. září 1945) na škole v Sokolnicích u Brna. Od září 1945 se opět vrátil na školu do Kopřivnice, kde byl do svých 60 let ředitelem.
V roce 1924 se stal činným členem Pěveckého sdružení moravských učitelů. V březnu 1932 převzal po dirigentu Janu Uhlířovi vedení 36členného souboru Pěvecké sdružení Kopřivnice, jehož dirigentem zůstal do roku 1950. V letech 1935–1937 se pod jeho vedením sdružení účastnilo klání o pohár poslance F. Kučery, jejž napotřetí získalo. V době svého působení na škole v Sokolnicích zpíval v Filharmonické besedě. Po návratu do Kopřivnice založil při Pěveckém sdružení ženský sbor a později také žákovský a smíšený. Ženský sbor veřejně vystupoval již v prvním roce své existence, žákovský a smíšený v březnu 1948. V červnu 1949 Buček vedl mužský a ženský sbor na pěvecké soutěži ve Vsetíně.
Po odchodu do důchodu v roce 1950 se Buček přestěhoval do Olomouce.